# Tenmu
Emperador Tenmu (天武天皇, Tenmu-tennō, c. 631 –1 d'octubre de 686) va ser el 40è Emperador del Japó, segons la llista tradicional.
El regnat de Tenmu va abastar des de l'any 673 fins a la seva mort el 686.

## Relat tradicional
Tenmu era el fill menor de l'Emperador Jomei i de l'Emperadriu Saimei, i germà de l'Emperador Tenji. El seu nom de naixement va ser Príncep Ōama (大海人皇子:Ōama no ōji). El va succeir l'emperadriu Jitō, que havia estat la seva neboda i esposa.
Tenmu va tenir molts fills, incloent el príncep Kusakabe i el Príncep Toneri, que va editar el Nihonshoki i va ser el pare de l'Emperador Junnin..

### Esdeveniments en vida de Tenmu
L'Emperador Tenmu va ser el primer monarca del Japó en ostentar el títol de tennō ja durant la seva vida.
L'única documentació sobre la seva vida es troba al Nihonshoki. Tanmateix, va ser editat pel seu fill i és sospitós de no ser d'imparcial.
Va ser particularment actiu en millorar les institucions militars que s'havien fundat durant les reformes Taika.
L'any 672 Tenmu reuní un exèrcit contra el nou emperador Kōbun, el guanyà i Kobun es va suïcidar (incident Jinshin).

### Budisme
L'any 675 l'Emperador Tenmu prohibí el consum de carn d'animals (cavalls, bovins, gossos, simis, ocells), per influència del Budisme, religió a la qual afavorí i va construir diversos temples i monestirs, però també va exercir un control estatal sobre els monjos per tal d'evitar que els camperols es convertissin en monjos.